# Остапенко Дмитро Костянтинович
Дмитро Костянтинович Остапенко — полковник Збройних сил України, командир 129 ОБрТрО. Лицар ордену Богдана Хмельницького III ступеня.

## Життєпис
У 2008 році закінчив Запорізький обласний ліцей-інтернат з посиленою військово-фізичною підготовкою «Захисник». Навчався в Харківському національному університеті Повітряних Сил на факультеті протиповітряної оборони. Після закінчення навчання у 2012 році за розподілом потрапив до військової частини на Дніпропетровщині
З початком АТО виконував бойові завдання на Донеччині та Луганщині у складі різних підрозділів Сухопутних військ ЗС України. З початком формування Сил територіальної оборони обійняв посаду заступника командира окремої Запорізької бригади ТрО.
Початок повномасштабного вторгнення зустрів на службі. Бригаду формували безпосередньо під час зіткнень з противником. Тримали оборону населених пунктів Василівка, Токмак, кругову оборону Пологів, Оріхова. Після переформатування підрозділів брали участь у бойових діях на південному напрямку разом з іншими приданими підрозділами. Брав участь в оборонних діях в Донецькій області у складі Донецької окремої бригади територіальної оборони
В 2023-му році призначений командиром 129 ОБрТрО.